# Opacibidion sulcicorne
Opacibidion sulcicorne är en skalbaggsart som först beskrevs av White 1855.  Opacibidion sulcicorne ingår i släktet Opacibidion och familjen långhorningar. Inga underarter finns listade i Catalogue of Life.